# Pachyneuron korlense
Pachyneuron korlense is een vliesvleugelig insect uit de familie Pteromalidae. De wetenschappelijke naam is voor het eerst geldig gepubliceerd in 2009 door Xiao & Huang.